# Дервиш и смрт (филм из 1974)
„Дервиш и смрт“ је југословенски филм снимљен 1974. године у режији Здравка Велимировића као екранизација истоименог романа Меше Селимовића. Главне улоге: Воја Мирић, Бата Живојиновић, Борис Дворник, Бранко Плеша, Павле Вуисић, Оливера Катарина.
Југословенска кинотека у сарадњи са А1 и Центар филмом дигитално је обновила овај филм. Свечана пројекција је одржана 3. фебруара 2024. године.

## Радња
Старешину исламског реда дервиша дубоко порази хапшење и погубљење невиног брата. Узвративши и сам злом, дервиш успева да сруши владајуће људе и, у нади да ће успоставити правду, сам преузима власт. Стара управа, у којој су се промениле личности, а не и дух владавине, разбиће му илузије и смрвиће га као човека.

## Улоге
| Глумац                   | Улога                |
| ------------------------ | -------------------- |
| Воја Мирић               | дервиш Ахмед Нурудин |
| Велимир Бата Живојиновић | Муселим              |
| Борис Дворник            | Хасан Џелевџија      |
| Оливера Катарина         | Кадиница             |
| Шпела Розин              |                      |
| Фарук Беголи             | Мула Јусуф           |
| Бранко Плеша             | Кадија               |
| Абдурахман Шаља          | Татарин              |
| Павле Вуисић             | Муфтија              |
| Вељко Мандић             | Каразаим             |
| Александар Берчек        |                      |
| Рејхан Демирџић          |                      |
| Драгомир Фелба           | Хаџи Синанудин       |
| Ранко Гучевац            |                      |
| Богдан Јакуш             | стражар              |
| Иван Јонаш               |                      |
| Ратислав Јовић           |                      |
| Љуба Ковачевић           |                      |
| Улфета Матараџић         |                      |
| Сафет Пашалић            |                      |
| Војкан Павловић          |                      |
| Уснија Реџепова          | певачица             |
| Петар Спајић Суљо        | Диздар               |
| Драган Војновић          |                      |
| Миња Војводић            | стражар              |
| Јанез Врховец            |                      |

## Културно добро
Југословенска кинотека је, у складу са својим овлашћењима на основу Закона о културним добрима, 28. децембра 2016. године прогласила сто српских играних филмова (1911-1999) за културно добро од великог значаја. На тој листи се налази и филм "Дервиш и смрт".